# هيو كيسي
هيو كيسي (بالإنجليزية: Hugh Casey)‏ هو سياسي بريطاني، ولد في 24 مايو 1927، وتوفي في 10 مارس 2013 في المملكة المتحدة. انتخب عضو المجلس المحلي ‏.